# Westendstraße (Frankfurt am Main)
Die Westendstraße verläuft durch den namengebenden Stadtteil Westend in Frankfurt am Main. Sie entstand nach der Inbetriebnahme der Main-Weser-Bahn 1850 und war um 1890 vollständig bebaut. Die Wohnstraße mit dem angeschlossenen Westendplatz ist – ähnlich wie der benachbarte Kettenhofweg – eine der stadtbildprägenden Straßen des Stadtteils. Das markanteste Gebäude an der Westendstraße ist heute das an ihrem südlichen Ende stehende Hochhaus Westendstraße 1.

## Verlauf und Verkehr
Die Westendstraße beginnt im Süden mit der Hausnummer 1 an der Mainzer Landstraße, die dort die Stadtteilgrenze zwischen dem Westend und dem benachbarten Frankfurter Bahnhofsviertel bildet. Von dort aus verläuft die Westendstraße zunächst in nordnordwestlicher Richtung. Nach etwa 200 Metern wird sie vom Westendplatz unterbrochen, einer parkähnlichen Grünanlage mit Kinderspielplatz und Kiosk. In ihrem weiteren Verlauf beschreibt die Straße einen Bogen nach Westen; ab der Kreuzung mit der Mendelssohnstraße verläuft sie bis zu ihrem Ende parallel zum nördlich davon gelegenen Kettenhofweg. An der Kreuzung mit der Beethovenstraße schließt sich im Süden eine Allee-ähnlich gestaltete Grünanlage an. An ihrem westlichen Ende stößt die Westendstraße auf die Senckenberganlage, Teil des Frankfurter Alleenrings.
Die Westendstraße ist heute – ähnlich wie andere Wohnstraßen des Westends – über ihre gesamte Länge eine Tempo-30-Zone und Einbahnstraße (für Radfahrer in beide Richtungen freigegeben), die in ihrem Verlauf mehrfach die vorgeschriebene Fahrtrichtung wechselt. Bis ins frühe 20. Jahrhundert führte eine Linie der Frankfurter Straßenbahn zwischen dem Hauptbahnhof im Süden und der Bockenheimer Landstraße im Norden durch den südlichen Abschnitt der Westendstraße und über den Westendplatz.

## Anrainer

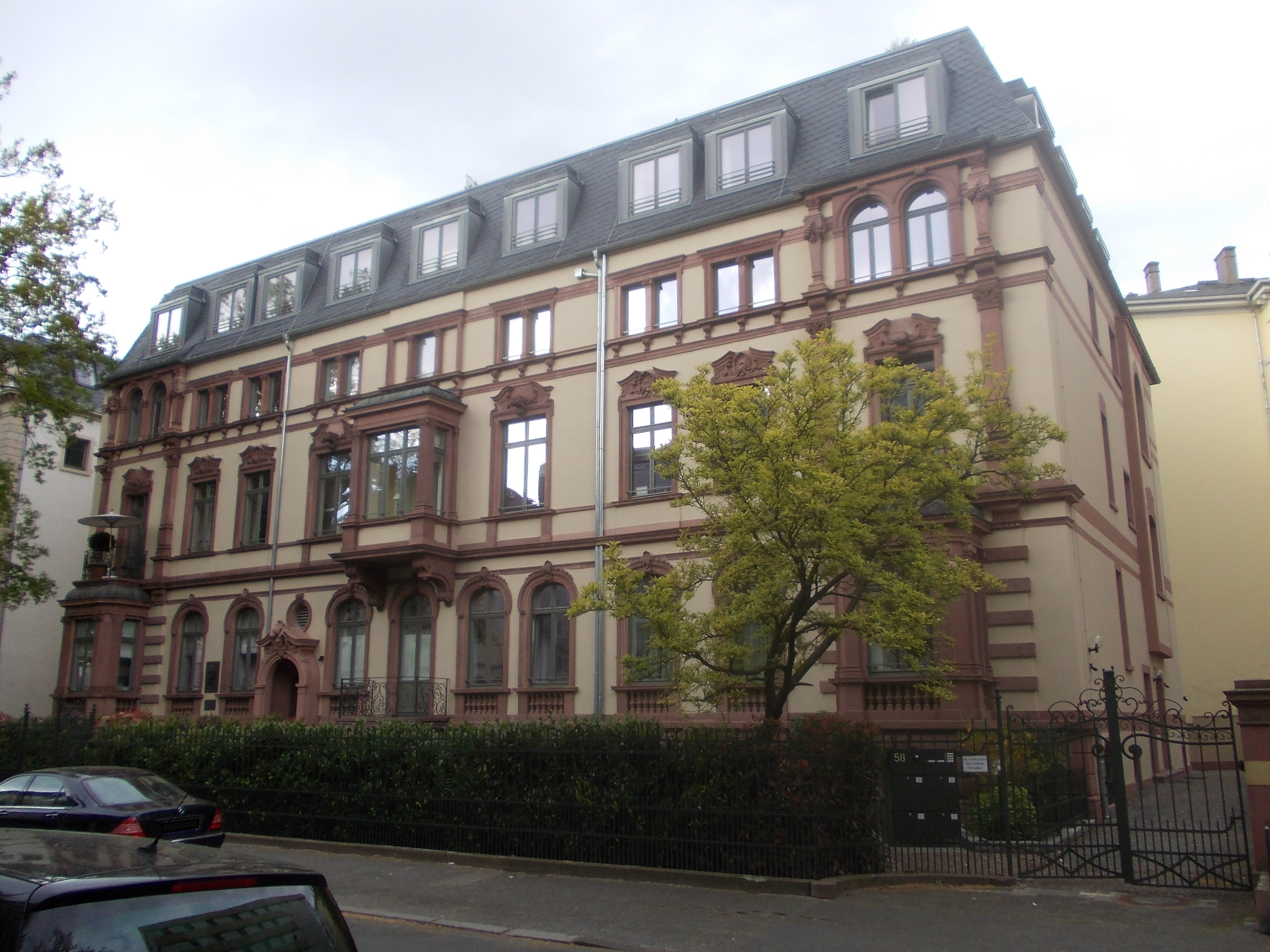
Westendstraße 56–62; im linken Teil des Hauses (Nr. 62) wohnte Paul Ehrlich

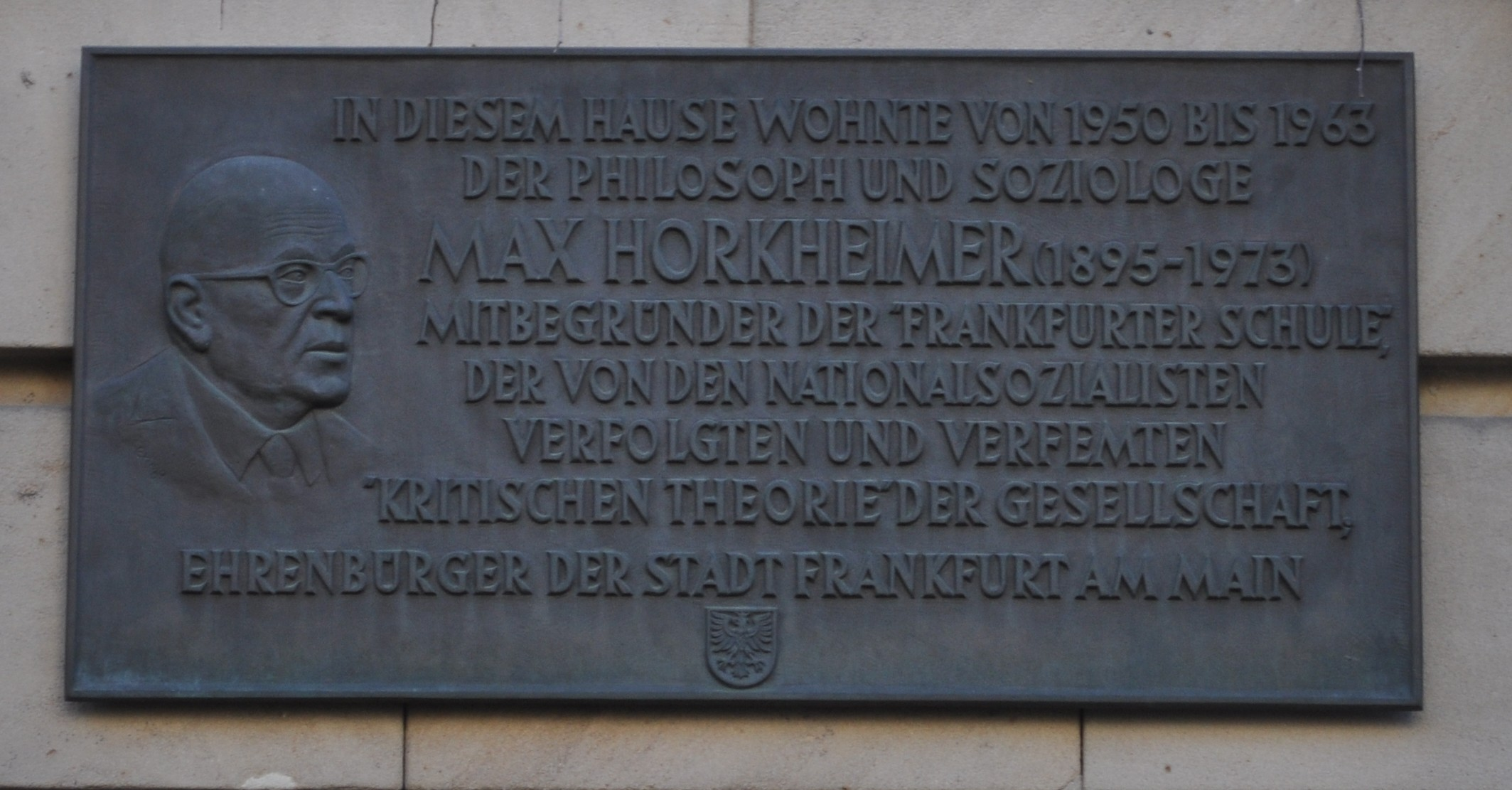
Gedenktafel für Max Horkheimer am Haus Westendstraße 79

Die Randbebauung der Westendstraße besteht hauptsächlich aus Wohnhäusern, erbaut zwischen dem 19. Jahrhundert und der Gegenwart. Das Straßenbild wird geprägt durch den architektonischen Kontrast zwischen gründerzeitlichen Altbauten und moderner Wohnhaus-Architektur des 21. Jahrhunderts. Über ein Dutzend der Altbauten, die im späten 19. und am Anfang des 20. Jahrhunderts entstanden, steht unter Denkmalschutz. Einige dieser ursprünglich als Mietshäuser errichteten Bauten werden bereits seit Jahren als Hotels genutzt. An der Westendstraße stehen ebenso vereinzelte moderne Bürogebäude des späten 20. Jahrhunderts.
Am südlichen Ende der Westendstraße steht eines der markantesten Hochhäuser Frankfurts, das 208 Meter hohe Gebäude Westendstraße 1, auch „Kronenhochhaus“ genannt. Wenige Meter weiter nordnordwestlich, Hausnummer 12, befindet sich das Frankfurter Generalkonsulat der Republik Irak. Nördlich des Westendplatzes, Hausnummer 43, liegt die Grundschule der I. E. Lichtigfeldschule, private Ganztagesschule der jüdischen Gemeinde Frankfurts. In einer klassizistischen Villa weiter nordwestlich, mit der Hausnummer 62, lebte der Mediziner und Nobelpreisträger Paul Ehrlich (1854–1915), an den eine Gedenkplakette an der Hausfassade erinnert. Ebenfalls mit einer Gedenkplakette versehen ist das ehemalige Wohnhaus des Philosophen und Soziologen Max Horkheimer (1895–1973, Mitbegründer und Leitfigur der Frankfurter Schule) in der Hausnummer 79. In einem Altbau an der Kreuzung mit der Beethovenstraße, Hausnummer 89, ist das Institut für die Geschichte der arabisch-islamischen Wissenschaften der Goethe-Universität untergebracht. An der Einmündung der Westendstraße in die Senckenberganlage, versehen mit der Hausnummer 106 steht das denkmalgeschützte Chemag-Haus.

### Stolpersteine
In der Westendstraße erinnern vor mehreren Häusern Stolpersteine an 11 in der Zeit des Nationalsozialismus verschleppte und ermordete Bewohner. Im Haus Westendstraße 92 wohnte der Dermatologe und Mitbegründer der Frankfurter Universität, Karl Herxheimer. Er wurde zusammen mit seiner Lebensgefährtin Henriette Rosenthal am 1. September 1942 nach Theresienstadt deportiert und dort am 6. Dezember 1942 ermordet.